# 语言就是拥有陆军和海军的方言
“语言是拥有陆军和海军的方言”是一句在谈论语言和方言差异的随意性时常使用的名言，是一种较为机智的应答或口语化的幽默表达。这句话指出了一个社群外部对一种言语变体是语言或方言的认知可能受这个社群内部的社会和政治因素所影响。这句话因为意第緒語学者馬克斯·魏因賴希而闻名，但魏因賴希并非是这句话的首创者。

## 魏因賴希的引用
这句话常常被引为现代意第緒語研究的领军学者馬克斯·魏因賴希所言，原文为意第绪文：
意第緒語：

拉丁化转写：a shprakh iz a dialekt mit an armey un flot
关于这句话的最早的出版资料可以追溯到馬克斯·魏因賴希所著的《YIVO迎接战后世界》（意第緒語：或）。该文最早是1945年1月5日意第绪语科学院年会的演说稿，文中，魏因賴希将这句话作为其在1943年12月13日到1944年6月12日之间的在布朗克斯高中的课上的一名老师的评论引述在自己的演讲中，并将之视为“意第绪语困境的完美表述”，但作者本人并未给出过其所引述内容的的英文。在布朗克斯高中的这次课上，魏因賴希不仅讨论了语言学，也谈及了“Yiddishkeit（犹太性）”等议题：
布朗克斯高中的一位老师身处听众之中。他自幼就到了美国，但期间一直听说意第绪语有悠久历史，能堪当更高的事务使用云云。课后，他径直向我而来，问道：“语言和方言之间到底有何区别？”我想，哈斯卡拉主义带来的蔑视可能影响了他，所以试图导引他到正道上去。但他打断了我的解释，说道：“我知道，但是我有一个更好的定义：语言就是拥有陆军和海军的方言。” 自那以后，我非常确信我将记住这句话，并将把这段对意第绪语社会困境的精彩阐述告诉更多的人。
社会语言学和意第绪语研究学者约书亚·菲什曼认为自己曾经做过魏因賴希讲课的听众，并且也多次在参考文献中提及自己是这句话的原创者。但是菲什曼认为他在1967年的一次会议上说了这句话，这与魏因賴希1945年的演讲这一事实以及其它事实矛盾。

## 其它使用
有些人认为安东尼·梅耶曾经在魏因賴希之前说过语言是有军队的方言，但这并没有文字记录支持。
在2004年，让·拉蓬斯（法語：Jean Laponce）称，这句话可能是由路易·赫伯特·利奥泰（1854–1934）在一次法兰西学术院的会议上所首创，利奥泰将之称为“Loi de Lyautey”，即“利奥泰法则”。
兰道夫·科尔克将这句话改编，称：“语言是有军队和一面旗帜的方言”，可能「外加国防政策和国营航空公司」。

## 拓展阅读
- John Earl Joseph. . Palgrave Macmillan. 2004. ISBN 978-0-333-99752-9.
- Robert McColl Millar. . Palgrave Macmillan. 2005. ISBN 978-1-4039-3971-5.
- John Edwards. . Cambridge University Press. 2009. ISBN 978-0-521-69602-9.